# Lucas Cruikshank

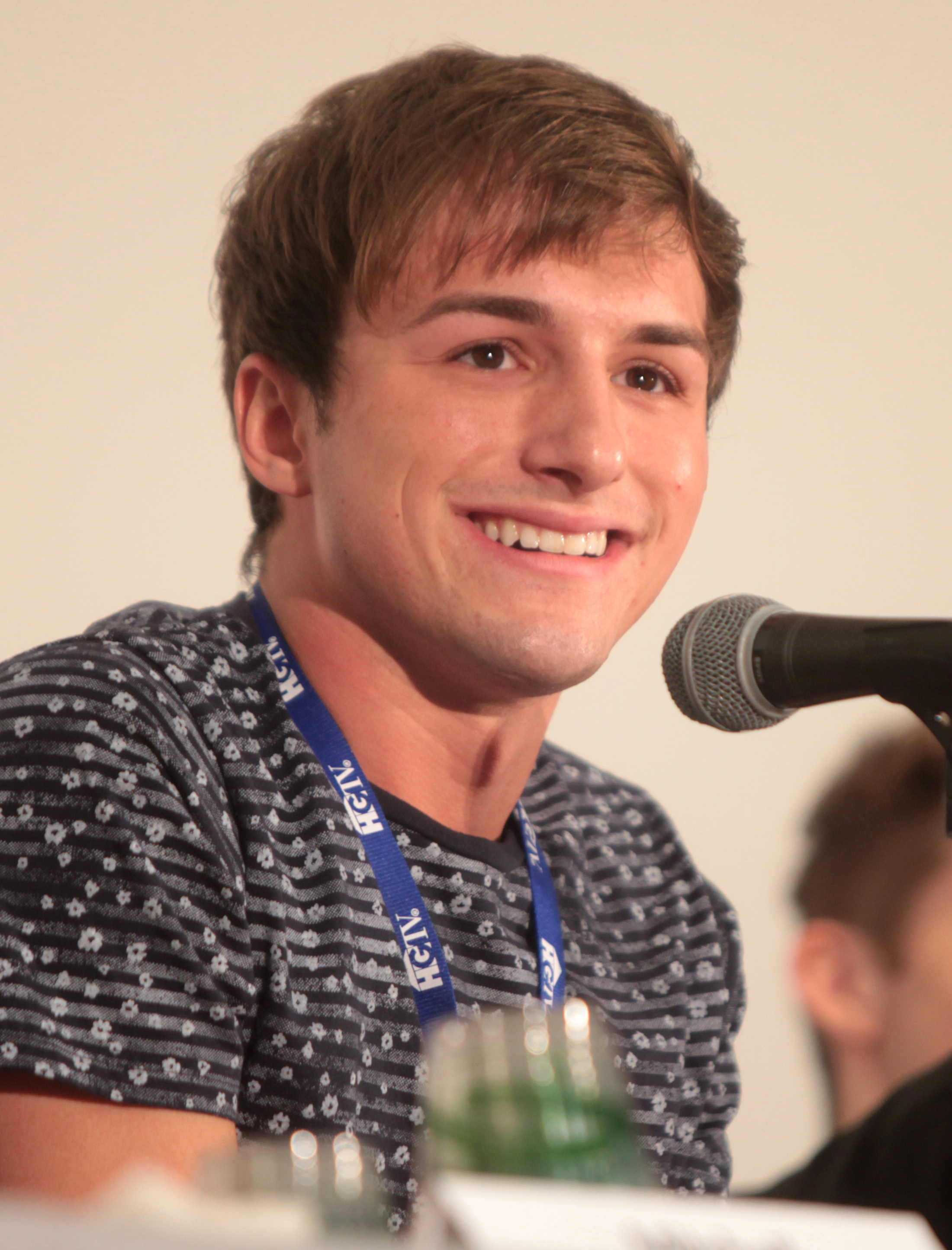
Lucas Cruikshank (2014)

Lucas Cruikshank (* 29. August 1993 in Columbus, Nebraska) ist ein US-amerikanischer YouTuber, Schauspieler und Synchronsprecher.

## Leben
Lucas Cruikshank wurde als eines von acht Kindern des Ehepaares David und Molly Cruikshank geboren. Erstmals auf sich aufmerksam machte er durch seinen YouTube-Kanal, in dem er den sechsjährigen Fred verkörpert. Des Weiteren war er schon in mehreren Fernsehproduktionen zu sehen, unter anderem in einer Fernsehserie zu seinem YouTube-Kanal und in der Serie Marvin Marvin.
2013 outete sich Cruikshank als homosexuell.

## Filmografie (Auswahl)
- 2009: iCarly (Episode 2x12)
- 2009: Hannah Montana (Episode 3x27)
- 2010: Fred – Der Film (Fred: The Movie, Fernsehfilm)
- 2011: Supah Ninjas (Episode 1x11)
- 2011: Fred 2: Night of the Living Fred (Fernsehfilm)
- 2012: Fred: The Show (24 Episoden)
- 2012: Fred 3: Camp Fred (Fernsehfilm)
- 2012–2013: Marvin Marvin (20 Episoden)
- 2013: Big Time Rush (Episode 4x05)
- 2013: Monsters vs. Aliens (2 Episoden, Stimme)